# Savines-le-Lac
Savines-le-Lac (in occitano: Savina) è un comune francese di 1 155 abitanti situato nel dipartimento delle Alte Alpi della regione della Provenza-Alpi-Costa Azzurra.
Si trova sul Lago di Serre-Ponçon e all'interno del parco nazionale des Écrins.

## Società

### Evoluzione demografica
Abitanti censiti

## Amministrazione

### Gemellaggi
- Luserna San Giovanni